# Zuclo
Zuclo est une ancienne commune italienne de la province autonome de Trente dans la région du Trentin-Haut-Adige dans le nord-est de l'Italie. Le 1er janvier 2016, elle a fusionné avec Bolbeno pour former la nouvelle municipalité de Borgo Lares.

## Administration
| Période                                  | Période | Identité | Étiquette | Qualité |
| ---------------------------------------- | ------- | -------- | --------- | ------- |
|                                          |         |          |           |         |
| Les données manquantes sont à compléter. |         |          |           |         |

### Communes limitrophes
Preore, Tione di Trento, Bleggio Superiore, Bondo (Italie), Bolbeno, Ledro